# Onthophagus ater
Onthophagus ater là một loài bọ cánh cứng trong họ Bọ hung (Scarabaeidae).